# Europese weg 006
De Europese Weg 006 of E006 is een Europese weg die loopt van Ajni in Tadzjikistan naar Kokand in Oezbekistan.

## Algemeen
De Europese weg 006 is een Klasse B-verbindingsweg en verbindt het Tadzjiekse Ayni met het Oezbeekse Kokand en komt hiermee op een afstand van ongeveer 250 kilometer. De route is door de UNECE als volgt vastgelegd: Ajni - Kokand.